# Gemeenschapshuis Agnetapark
Het Gemeenschapshuis Agnetapark is een gebouw gelegen in het beschermd stadsgezicht en Rijksmonument Agnetapark in de stad Delft, in de Nederlandse provincie Zuid-Holland. Het gemeenschapshuis werd in 1892 gebouwd naar een ontwerp van Bastiaan Schelling.
Omdat destijds de leerplichtwet nog niet bestond werden in het gemeenschapshuis naai-, brei- en haaklessen gegeven, was er een bewaarschool in ondergebracht en kregen een vergaderruimte, leeszaal en bibliotheek er een plek.
Het was het eerste buurthuis van Nederland en werd gesponsord door de toenmalige koningin Wilhelmina
Het gebouw is in gebruik als kantoorruimte.